# Newport Arch

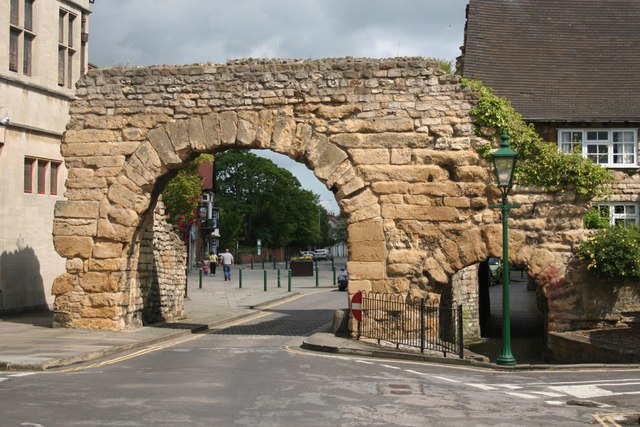

Newport Arch is een Romeins archeologisch monument uit de 3de eeuw in de Engelse stad Lincoln. Het is het overblijfsel van de noordpoort van de bovenstad in het Romeinse Lindum Colonia. Het is de enige Romeinse boog in het Verenigd Koninkrijk waar nog steeds verkeer doorheen rijdt.